# Jours de France
Pour l’article homonyme, voir Jours de France (film).
Jours de France est un magazine français spécialisé dans l'actualité des célébrités et des familles royales européennes. Le titre est édité par le groupe Figaro.

## Historique

### Un magazine hebdomadaire populaire (1954-1989)
Jours de France est un magazine hebdomadaire féminin français lancé par l'avionneur français Marcel Dassault (qui y tenait une chronique, « Le Café du commerce ») avec le groupe de presse Havas en novembre 1954, qui mêlait les pages de mode et chroniques mondaines ; il comprenait aussi des dessins humoristiques. Il était envoyé chaque semaine gracieusement à tous les médecins et dentistes de France pour être mis à la disposition des patients dans les salles d'attente de ces derniers. Il en était de même pour les salariés des usines aéronautiques Dassault.
L'hebdomadaire, financé essentiellement par la publicité, peut être considéré comme un pionnier de la presse gratuite. Jours de France comportait environ 220 pages avec notamment : des rubriques de mode, des pages santé, une chronique mondaine, une chronique de Marcel Dassault intitulée « Le Café du commerce » dans laquelle il commentait l'actualité, une chronique dite « Petites nouvelles de l'Aviation » (qui vantait avant tout les productions du groupe Dassault, comme les Mirage, Falcon et Mercure), des dessins humoristiques de Jacques Faizant, Kiraz, Coq, Vigno, Jean Bellus, Gad (Claude Georges Gadoud), Henri Morez, et Hervé (alias Hervé des Vallières).
De plus, chaque semaine, il comportait une grille de mots croisés grand format (20x20) signée « Eudipe » qui avait la particularité de faire découvrir les œuvres d'un écrivain, d'un cinéaste, d'un peintre ou d'un musicien, contribuant à donner une note culturelle au magazine.
Le magazine est racheté en 1988 à Havas par la Socpresse (groupe Hersant) qui édite notamment Le Figaro, mais Jours de France s'arrête en janvier 1989.

### Deuxième période (2011-2022)
Fin 2011, Jours de France réapparaît d’abord sous forme de site internet, en proposant des dossiers d'actualité sur les familles royales d’Europe. Puis, le groupe Figaro investit 500 000 euros pour la relance du titre qui reparaît à partir du 7 août 2013, sous la forme d'un magazine trimestriel papier, avec une formule haut de gamme « people chic ». Le magazine de 116 pages vendu au prix de 4,90 euros, conçu et réalisé par l'agence Relaxnews, traite de l'actualité des célébrités et des familles royales européennes, avec notamment la participation de Stéphane Bern éditorialiste au Figaro Magazine, Bertrand de Saint-Vincent directeur adjoint chargé de la rubrique culture au Figaro ou encore du dessinateur Voutch, le tout sous la direction de Sofia Bengana.

### Procès avecJour de France
Mis en veille à partir de 1989, Jours de France continue d'appartenir au groupe Figaro, qui renouvelle régulièrement le dépôt. En 2010, le groupe Lafont-Presse, avec la société Entreprendre, lance un mensuel, Jour de France (dont seul un « s » les distingue), après avoir déposé la marque en 2003. Le Jours de France original est relancé en 2011 et Entreprendre conteste au groupe Figaro sa propriété sur la marque et demande sa déchéance. En décembre 2014, le tribunal de grande instance de Paris donne raison à Entreprendre mais, le 20 novembre 2015, la cour d'appel de Paris infirme cette décision et donne raison au groupe Figaro, considérant que « l'impression d'ensemble qui se dégage de ces signes (l'utilisation du même nom, à une lettre près, et l'appropriation des mêmes codes couleurs, NDLR) est propre à générer un risque de confusion dans l'esprit du consommateur » et que « la société Entreprendre, contrevenant aux usages loyaux et honnêtes du commerce [a commis une faute] dans le dessein de capter une clientèle intéressée par la ligne éditoriale du magazine ». Entreprendre, dirigée par Robert Lafont, est donc condamnée à verser au groupe Figaro 70 000 euros au titre de la contrefaçon et 40 000 pour concurrence déloyale et parasitisme et à cesser la commercialisation de son magazine.

## Direction
- 1958-1986 : Marcel Dassault
- depuis 2013 : Sofia Bengana[9]
- depuis 2018 : Jean-Luc Breysse